# Дзин (1115 – 1234)
Вижте пояснителната страница за други значения на Дзин.
Дзин (на китайски: 金朝, пинин: Jīn Cháo) е китайска династия, съществувала от 1115 до 1234 г. Тя е една от последните китайски династии преди Китай да бъде покорен от Монголската империя.
Династията Дзин се появява след като Агуда въстава срещу династията Ляо (916 – 1125), която властва над Северен Китай и впоследствие е изтласкана на запад, където става известна под името Западна Ляо. След като подчинява Ляо, джурченската Дзин предприема вековна кампания срещу китайската династия Сун (960 – 1279), намираща се в Южен Китай. В хода на управлението си, Дзин бързо приема китайските традиции и укрепва Великата стена срещу надигащите се монголци. Вътрешно, Дзин претърпява поредица културни успехи, като например възраждането на конфуцианството.
Също като Ляо, Дзин се опитват да установят система на двойна администрация: бюрокрация за управление на покорените южни части и племенно управление, контролиращо номадските племена във вътрешността на континента. По-голямата част от владенията им обхващат китайски територии, но джурченците са твърдо решени да запазят етническата си идентичност.
След като прекарват векове като васали на Дзин, монголците нападат под лидерството на Чингис хан през 1211 г. и нанасят катастрофално поражение на джурченските армии. След многобройни поражения, бунтове, дезертьорства и опити за преврат, Дзин е покорена от монголците 23 години по-късно, през 1234 г.

## История
Династията Дзин е създадена на територията на днешните китайски провинции Дзилин и Хъйлундзян от джурченския племенен вожд Агуда през 1115 г. Той приема наименованието „златна“ за име на държавата си. Ранните джурченски владетели са киданската династия Ляо, която контролира северните и североизточните части на Китай и Монголия в продължение на няколко века. Преди джурчените да свалят киданите от власт, женените джурченски момичета са били изнасилвани от кидански пратеници като обичай, което само настройва джурчените срещу тях. Сунските принцеси се самоубиват за да не бъдат изнасилени от дзинските войски. През 1121 г. джурчените влизат в морски съюз с ханската династия Северна Сун и се съгласяват да нападнат съвместно династията Ляо. И докато сунските армии действат нерешително, джурчените успява да изтласкат Ляо до Централна Азия, където по-късно стават известни под името Кара Китай. През 1125 г., след смъртта на Агуда, династията Дзин прекъсва съюза си със Сун и нахлува в Северен Китай. Когато династията Сун си възвръща южните части на Ляо, населявани главно от хански китайци, местните ханци се съпротивляват. Когато по-късно джурчените нахлуват в същата област, обаче, ханците не им се противопоставят и им предават южната столица Пекин. Джурчените са подкрепяни от благородническите хански кланове в Пекин. Ханските китайци, които работят за Ляо са считани за врагове от династията Сун. Тези китайци бягат към династията Дзин. Една важна грешка, която допускат Сун по това време, е премахването на защитната гора, която първоначално е засадена по границата между тях и Ляо. Поради премахването на тази естествена бариера, през 1126 – 1127 г. дзинските армии преминават бързо през равнините на Северен Китай в похода си към Кайфън. На 9 януари 1127 г. джурчените разграбват Кайфън, столицата на династията Северна Сун, като в процеса пленяват император Циндзун, който е абдикирал в паниката насред дзинската инвазия. След падането на града, останалата династия Южна Сун продължава да се сражава срещу Дзин в продължение на повече от десетилетие и накрая подписва Шаосинския договор през 1141 г., който предвижда отстъпването на всички сунски територии северно от река Хуайхъ на Дзин и екзкутирането на сунския генерал Юе Фей в замяна на мир. Мирният договор е официално ратифициран на 11 октомври 1142 г. След като покорява Кайфън и окупира Северен Китай, Дзин избира да свързва жълтия цвят с управлението си.

### Миграция на юг
След като превзема Северен Китай, Дзин все повече се китаизира. Около три милиона души, половината от които джурчени, мигрират на юг към Северен Китай в продължение на две десетилетия. Там те управляват около 30 милиона души. Джурчените получават дарения и се организират в потомствени военни формирования: 300 домакинства образуват рота, а 7 – 10 роти образуват батальон. Много от тях сключват брак с ханското население, макар забраната на джурченското благородство да се жени за хански китайци да е премахната едва през 1191 г. След като император Уанйен Шън умира през 1135 г., следващите три дзински императора са внуци на Агуда от три различни принца. Император Уанйен Дан (управлявал 1135 – 1149 г.) изучава класически науки и пише поезия на китайски – той приема китайските културни традиции, но джурченските благородници заемат върховните позиции.
По-късно Уанйен Дан става алкохолик и екзекутира много държавници за отправени критики към него. Той нарежда джурченските водачи, които му се противопоставят, да бъде убити, дори и тези от неговия собствен клан. През 1149 г. той е убит от благородническа клика, която издига братовчед му, Уанйен Лян, за следващ император на Дзин. Поради бруталността както на вътрешната, така и на външната му политика, той посмъртно е понижен под титлата на император. Понякога, историците го наричат принц.

### Въстания на север
След като узурпира трона, Уанйен Лян предприема програма по легитимиране на управлението си като император на Китай. През 1153 г. той премества столицата на империята от Хуейнин в Пекин. Четири години по-късно, през 1157 г., с цел да подчертае неотменимостта на хода си, той разрушава благородническите резиденции в Хуейнин. Също така Уанйен Лян преустроява бившата сунска столица Кайфън и я превръща в южна столица на Дзин.
Уанйен Лян се опитва потисне инакомислещите, убивайки 155 принца. Мечтаейки да завладее цял Китай, той напада династията Южна Сун през 1161 г. През това време, две едновременни въстания избухват в Шандзин, водени от братовчера на Уанйен Лян, Уанйен Юн, и кидански племенни водачи. Уанйен Лян е принуден да изтегли войските си от Южен Китай, за да потуши въстанията. Дзинските сили са победени от армиите на Сун в битката при Цайшъ и в битката при Тандао. С намалена военна сила, Уанйен Лян не успява да напредне в опита си за нахлуване в Южна Сун. Накрая, той е убит от собствените си генерали през декември 1161 г. Неговият син и наследник също е убит в столицата.
Макар да е коронован през октомври, император Уанйен Юн не е официално признат за император до убийството на наследника на Уанйен Лян. Киданското въстание е потушано чак през 1164 г. Конете на въстаниците са конфискувани, така че те са принудени да се захванат със земеделие. Други кидански кумоски кавалерийски формирования са включени в дзинската армия. Тъй като тези вътрешни размирици сериозно отслабват капацитета на Дзин да се изправя срещу Южна Сун, дзинската власт започва да преговаря за мир. През 1164 г. е подписан Лунсинския договор, който довежда до над 40 години мир между двете империи.
В началото на 1180-те години император Уанйен Юн започна преструктурирането на 200 роти, за да спре данъчните измами. Кооперативното земеделие също е насърчавано. Империята Дзин просперира и отчита голям излишък на зърно. Макар да е изучавал китайските класически текстове, император Уанйен Юн поощрява джурченския език и култура. По време на управлението му, редица китайските класически текстове са преведени на джурченски, основана е Имперската джурченска академия, а имперските изпити започват да се предлагат на джурченски. Управлението на Уанйен Юн от 1161 до 1189 г. е запомнено от идните поколения с относителен мир и просперитет, а самият император е сравняван с митологични владетели като Яо и Шун.
Внукът на Уанйен Юн, император Уанйен Дзин (управлявал 1189 – 1208 г.), почита джурченски стойности, но също се впуска и в ханската китайска култура и се жени за китайска. През 1207 г. династията Южна Сун се опитва да нахлуе, но дзинските сили ги отблъскват успешно. В последвалото примирие Сун е принудена да плаща по-високи годишни обезщетения и да екзекутира Хан Туоджоу, водача на войнствената фракция в двореца на Сун.

### Упадък
Още от началото на 13 век династията Дзин започва да усеща натиска на монголците от север. Чингис хан първо предвожда монголците към Западна Ся през 1205 г. и опустошава териториите ѝ четири години по-късно. През 1211 г. около 50 000 монголски конници нахлуват в Дзин и започват да набират за каузата си кидански и джурченски бунтовници. Дзин разполага с много голяма армия, включваща 150 000 конници, но изостава западната столица Датун. На следващата година монголците поема на север и разграбват източната столица на Дзин, а през 1213 г. обсаждат централната столица – Джунду (Пекин). През 1214 г. Дзин сключва унижаващ договор само и само да задържи столицата си. През лятото на същата година император Уанйен Сюн изоставя централната столица и премества правителството в южната столица, Кайфън, превръщайки я в официално седалище на дзинската власт.
През 1216 г. войнствена фракция в Дзинския имперски дворец убеждава император Уанйен Сюн да нападне династията Сун, но през 1219 г. дзинските сили са победени на същото място на река Яндзъ, където Уанйен Лян вече е бил победен през 1161 г. Така, династията Дзин се озовава във война с два фронта, която не може да си позволи. След това Уанйен Шоусю спечелва поредица от борби за наследство срещу брат си и след това бързо слага край на войната. Сключва и мир с тангутите в Западна Ся, които дотогава са съюзени с монголците. Все пак, много хански китайци и киданци избягват при монголците, за да се сражават срещу династията Дзин. От своя страна, те спомагат за построяването на структурата на администрацията на новопоявилата се монголска държава. Монголците създават „Ханска армия“ (на китайски: 漢軍) от дезертиралите дзински войски, както и още една армия от дезертиралите сунски войски, наречена „Новопредадена армия“ (на китайски: 新附軍).
Чингис хан умира през 1227 г., докато армиите му нападат Западна Ся. Наследникът му, Угедей хан, напада династията Дзин отново през 1232 г. с помощта на Южна Сун. Джурчените се опитват да ги удържат, но когато монголците обсаждат Кайфън през 1233 г., император Уанйен Шоусю се оттегля към Цайджоу. Армиите на съюзените сунци и монголци разграбват столицата, а на следващата година Уанйен Шоусю се самоубива, за да не бъде пленен, когато монголците обсаждат и Цайджоу и слагат край на династията Дзин през 1234 г. Територията на бившата династия Дзин трябва да бъде разделена между монголците и династията Сун, но в крайна сметка бившите съюзници започват нова война помежду си за тези земи.